# Leninorden
Leninorden (ryska: Орден Ленина, Orden Lenina) var en av de högsta utmärkelserna i Sovjetunionen och den delades ut till såväl individer (Sovjetmedborgare samt utlänningar) liksom till institutioner.

## Bakgrund
Leninorden skapades den 6 april 1930 och uppkallades efter Vladimir Lenin. 
Utmärkelsen bestod av en medalj med Lenins porträtt, en röd flagga med Lenins namn, en röd stjärna till vänster och hammaren och skäran underst. Medaljen bars på vänster bröst, från början utan band men från 1943 med ett rött band med gula kanter.
Utmärkelsen tilldelades personer som hade gjort stora insatser för Sovjetunionen, till arbetare som gjort en särskilt värdefull insats, till medlemmar i försvaret, till personer som arbetade för internationellt samarbete mellan Sovjetunionen och andra stater. Leninorden tilldelades inte bara enskilda utan även företag, städer, regioner och sovjetrepubliker.

## Mottagare
Bland de mer kända mottagarna av Leninorden var tidningen Pravda, Sovjets regeringschef Nikita Chrusjtjov, konstnären Isaak Brodskij, kosmonauten Jurij Gagarin, generalen Georgij Zjukov, president Fidel Castro, spionen Kim Philby, prickskytten Vasilij Zajtsev, marskalk Aleksandr Vasilevskij (som fick orden åtta gånger) och Finlands president Juho Kusti Paasikivi.

## I fiktion
I James Bond-filmen Levande måltavla från 1985 tilldelas 007, i sin frånvaro, Leninorden av general Gogol.